# Hesket Newmarket
Hesket Newmarket – wieś w Anglii, w Kumbrii. Leży 19 km na południe od miasta Carlisle i 407 km na północny zachód od Londynu.